# Wag (Einheit)
Wag, Wage, Waage oder auch Waggewicht, war eine Masseneinheit in verschiedenen europäischen Regionen. Es war ein sogenanntes Schwergewicht.

## Amiens
Hier wurde das Maß auch mit Vague bezeichnet.
- 1 Wage = 1 ¾ Quintal = 175 Pfund = 85.665 Gramm

## Brügge
- 1 Wage = 170 Pfund = 79,980 Gramm

## Nassau und Hildesheim
- 1 Wage (Eisen) = 120 Pfund = 55.990 Gramm

## Sachsen
- 1 Wage (Eisen) = 44 Pfund = 3741 ¾ Gramm

## Niederlande
Hier hieß das Maß Chariot und erst als Zweitname Wag oder Wog. Das Maß war vorrangig ein Wollgewicht.

## Schweden
- 1 Wag Zinn = 165 Pfund = 69.850 Gramm

## Dänemark
Hier war das Maß als Handelsgewicht Wog und es galt
- 1 Wog = 3 Bismarkpfund = 36 Pfund (dänisch) = 17.975 ½ Gramm

## Beispiele
- 1 Wage Stockfisch =30 ¼ bayr. Pfund
- 1 Last Schiffsfracht = 70 Wag
- 1 Wage Zinn = 165 Pfund
- 1 Wag Glas = 2 Kisten